# Kronprinsessans Hockeyklubb
Kronprinsessans HK bildades 1908 av kronprinsessan Margareta och var en bandyklubb ("hockey" var fram till cirka 1910 även en parallell benämning på bandy).
Klubben bestod av överklasskvinnor i Stockholm, och fem år senare fanns sex damlag i staden. I laget spelade även prinsessan Maria, som en kort tid var gift med prins Wilhelm och därmed svägerska till kronprinsessan. Laget deltog i Nordiska spelens bandyturnering 1913 på Stockholms stadion, där de kungliga kvinnorna dock inte deltog som spelare.

### Fotnoter
1. ↑  ”Nordiska spelen”. Bandytipset. https://www.oocities.org/~bandytips/Kalenderbiteri/Svetab/NS.html. Läst 15 oktober 2011.
2. ↑  Åke Jönsson (25 januari 2006). ”Prinsessan på isen” (på svenska). Populär historia. https://popularhistoria.se/vardagsliv/sport/prinsessan-pa-isen. Läst 15 oktober 2011.